# Major Izidoro
Major Izidoro é um município brasileiro do estado de Alagoas. Era um distrito subordinado ao município de Santana do Ipanema, foi elevado à categoria de município pela lei estadual nº 1.473 de 17 de setembro de 1949.

## História
O município deve seu nome ao major Isidoro Jerônimo da Rocha (1852-1936), fundador do povoado denominado à época Sertãozinho. A colonização, no entanto, começou com a chegada a Sertãozinho do patriarca maior, Antônio Jerônimo da Rocha, de em 7 de setembro de 1854, vindo da região chamada Volta de Dois Riachos, hoje município de Dois Riachos, quando comprou uma propriedade na região e se instalou com sua família. Dos filhos, apenas Isidoro manteve os negócios do pai, que era conhecido como o patriarca de Sertãozinho. 
Como distrito de Sertãozinho, a localidade de Major Isidoro é citada, em 1871, na obra Geografia Alagoana de Tomás Espíndola. Diz ele tratar-se de um pequeno povoado situado a uma légua do Riacho do Sertão e muito apropriado à criação do gado. 
Sob o ponto de vista judicial, Major Izidoro, mesmo após sua emancipação política, permaneceu como termo da comarca de Santana do Ipanema. Somente em 11 de novembro de 1952 foi elevado à condição de comarca independente.
No clássico Terra das Alagoas, de autoria de Adalberto Marroquim, do ano de 1922, há referências ao distrito de Sertãozinho. Ele apresenta o lugar como uma das povoações pertencentes a Santana do Ipanema e sede do 3º distrito judiciário. Afirma ainda que lá existia, naquele tempo, uma escola pública mantida pelo estado. 
Izidoro lutou insistentemente pela emancipação política da cidade. Em 1920 conseguiu que o poder legislativo, através da lei estadual nº 946/1920, conseguisse autorização do governo estadual para elevar a vila de Sertãozinho à categoria de município, com o nome de Major Izidoro, mas o governador não aceitou e manteve a área como distrito. Só em 17 de setembro de 1949, a então vila de Sertãozinho foi elevada a município, com o nome de Major Izidoro, através da lei estadual nº 1.473 de 17 de setembro de 1949. Sua instalação oficial se deu em 25 de novembro do mesmo ano. Com a emancipação política, Major Izidoro foi desmembrado do município de Santana do Ipanema. Nessa época, Izidoro já já tinha falecido, mas os moradores decidiram fazer-lhe a homenagem, dando seu nome à cidade. 

## Economia
Além de boas terras para pastagens rico em alimento para o gado, Major Izidoro destaca-se pela criação de gado leiteiro, principalmente das raças nelore, holandês e guzerá, que lhe renderam por vários anos o título de campeão produtor de leite de Alagoas e do nordeste. 